# Eucereon olivaceum
Eucereon olivaceum är en fjärilsart som beskrevs av M.Gaede 1926. Eucereon olivaceum ingår i släktet Eucereon och familjen björnspinnare. Inga underarter finns listade i Catalogue of Life.